# Diogo Reesink

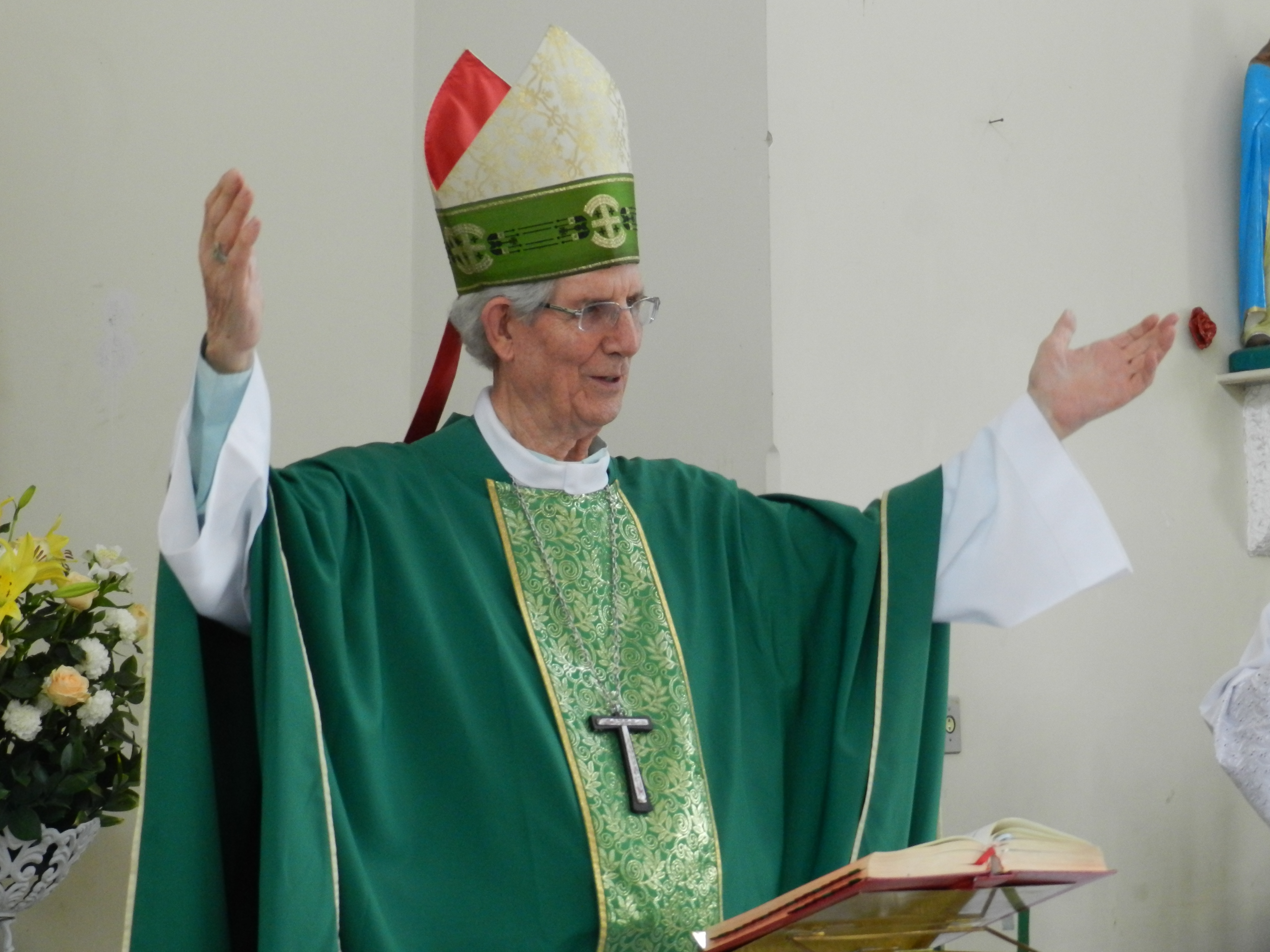
Diego Reesink (2014)

Diogo Johannes Antonius Reesink OFM (* 28. Juli 1934 in Heerlen, Niederlande; † 30. Mai 2019 in Divinópolis) war ein niederländischer Ordensgeistlicher und römisch-katholischer Bischof von Teófilo Otoni, Brasilien.

## Leben
Diogo Reesink trat 1956 der Ordensgemeinschaft der Franziskaner bei, legte die Profess am 2. Februar 1960 ab und empfing am 15. Juli 1962 die Priesterweihe. Von 1970 bis 1979 war er Provinzialminister seines Ordens in der Provinz Santa Cruz.
Papst Johannes Paul II. ernannte ihn am 2. August 1989 zum Bischof von Almenara. Der Bischof von Divinópolis, Cristiano Portela de Araújo Pena, spendete ihm am 21. Oktober desselben Jahres die Bischofsweihe; Mitkonsekratoren waren Serafím Fernandes de Araújo, Erzbischof von Belo Horizonte, und Arnaldo Ribeiro, Erzbischof von Ribeirão Preto.
Am 25. März 1998 wurde er durch Johannes Paul II. zum Bischof von Teófilo Otoni ernannt. Am 25. November 2009 nahm Papst Benedikt XVI. sein altersbedingtes Rücktrittsgesuch an.
Er starb im Franziskanerkonvent in Divinópolis und wurde auf dem Friedhof der Ordensprovinz in Ribeirão das Neves beigesetzt.